# 聖帕特里克區 (多米尼克)
聖帕特里克區是中美洲國家多米尼克的10個行政區之一，位於該國東南部，北毗圣大卫区，東面和南面是加勒比海，西臨圣马克区、聖盧克區和圣乔治区，面積84.4平方公里，2001年人口8,383。
貝雷夸和拉普蘭為該區的最大聚居地。其他村莊包括：
- 巴加泰勒（羅馬尼亞語：Bagatelle, Dominica）
- 贝尔维尤肖邦
- 博蒂卡（羅馬尼亞語：Boetica）
- Bordeaux
- 代利斯
- Dubuc
- 丰圣让（羅馬尼亞語：Fond St. Jean）
- Geneva
- Hagley
- Montine
- 小薩凡納
- 皮彻林（羅馬尼亞語：Pichelin）
- Pointe Caribe
- Ravine Banane
- 斯托（羅馬尼亞語：Stowe, Dominica）
- Tete Morne